# Ropovod Družba

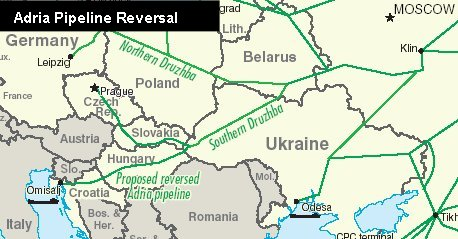
Mapa ropovodu

Ropovod Družba (rusky нефтепровод «Дружба», přeložitelné do češtiny jako ropovod Přátelství) je nejdelší ropovod na světě (následuje jej ropovod Baku–Tbilisi–Ceyhan). Družba spojuje státy bývalé RVHP se zeměmi bývalého SSSR.

## Význam
Ropovod vystavěly státy RVHP v čele se Sovětským svazem, jeho hlavním účelem bylo zásobovat státy socialistické soustavy ropou a zemním plynem z oblasti středního Ruska. Surovina na své cestě urazí trasu dlouhou 4 000 km. Ropovod jednak zajišťuje zemím východní Evropy dodávku suroviny, potřebnou zejména pro výrobu paliv, současně však v minulosti tyto země učinil de facto ekonomicky závislými na SSSR. Dodnes je stále využíván – Rusko jako nástupnický stát SSSR stále dodává do Evropy velké množství ropy právě pomocí ropovodu Družba.
V 90. letech 20. století iniciovaly tehdejší vlády České republiky vybudování dalšího ropovodu z jihozápadu – ropovod Ingolstadt z německého Bavorska (kde původně končil ropovod vedoucí sem z italského Terstu) tak, aby se Česko stalo méně závislé na dodávkách této suroviny z Ruska. Tato ropa se zpracovává výhradně v Kralupech nad Vltavou.

## Trasa ropovodu

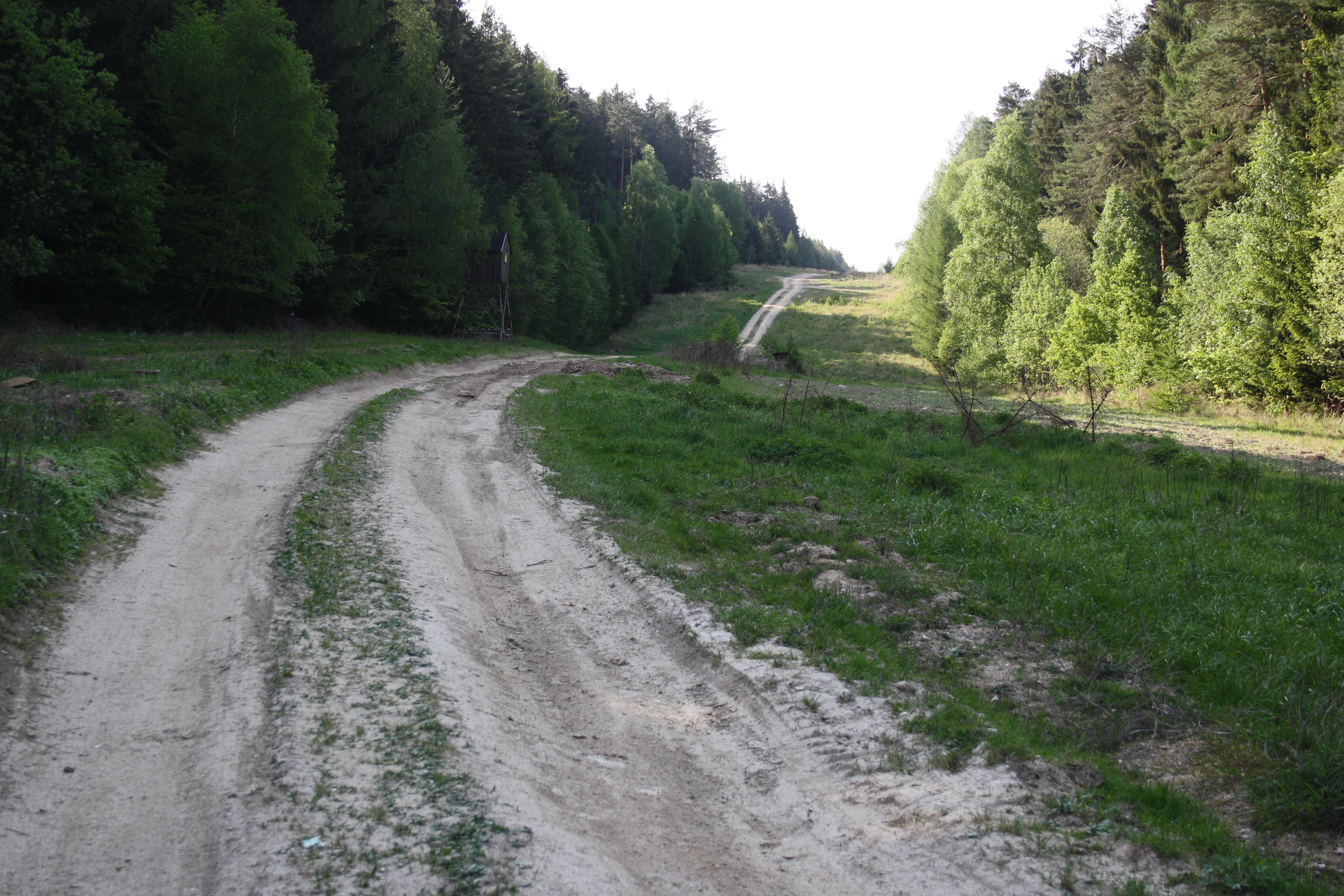
Ropovod v průseku lesa poblíž Zálesné Zhoře

Ropovod začíná v Samaře, v jihovýchodní části evropského Ruska, kam se sbíhají další ropovody ze Sibiře, Uralu a Kazachstánu. Poté pokračuje západním směrem až do běloruského města Mazyr, kde se rozdvojuje na severní větev (vedoucí do Polska a Německa) a na jižní (spojující Ukrajinu, Maďarsko, Slovensko a Česko). Ropovod byl budován v letech 1961 až 1971 (do Záluží u Mostu byl doveden v roce 1965). První dodávka ropy dorazila do bývalé Československé socialistické republiky 3. února 1962 (Bratislava).
Denně ropovodem proteče mezi 1,8 až 2 miliony barelů ropy (z toho 1,4 až 1,6 milionů barelů plyne do EU), probíhají práce na dalším zvýšení jeho kapacity. Správcem celého systému je ruská společnost Transněft.
Na území ČR je provozovatelem ropovodu Družba i IKL akciová společnost MERO ČR (MEzinárodní ROpovody). Celková průběžná délka trasy je 357 km, celková délka trasy včetně zdvojení a odboček dosahuje 505 km, průměr potrubí je 528 mm, rychlost proudění ropy v potrubí je 1,0 až 1,4 m/s, ročně proteče kolem 9 milionů tun ropy.
Centrální tankoviště ropy je umístěno poblíž Nelahozevsi.

## Havárie
V noci ze 3. a 4. listopadu 1980 došlo k větší havárii ropovodu u Bartoušova u Havlíčkova Brodu. Ve spirálově svařovaném potrubí Js 500 vznikla netěsnost o velikosti cca 30 cm x 1–3 cm. Dispečer chybně reagoval na pokles tlaku v potrubí, nedetekoval závadu a místo toho zapnul druhé čerpadlo, takže poškozený úsek byl pod tlakem nejméně dalších 6 hodin. Vlivem netěsnosti uniklo kolem 6 tisíc tun ropy do mokřadu a následně do Šlapanky a Sázavy. Na norné stěně u ústí Šlapanky do Sázavy byla vrstva ropných látek až 60 cm. Sanační práce probíhaly do roku 1982. Česká inspekce životní prostředí uvádí tuto událost jako dosud největší ropnou havárii na území České republiky. Skládka kontaminované zeminy, nalezená u Termesiv při záchranném archeologickém průzkumu, zkomplikovala stavbu silničního obchvatu Havlíčkova Brodu v roce 2020.
23. července 1998 vznikla prasklina na potrubí u Moutnic. Ropy tekoucí strouhou si všiml řidič Tatry 815, vyvážející kejdu od střediska JZD Moutnice. Ropovod byl uzavřen a na Borkovanském potoku byly osazeny norné stěny. Únik nebyl silný, ale neví se, jak dlouho trval. Na povrchu potrubí byla prasklina v délce asi 25 cm, příčina byla přičítána bludným elektrickým proudům v zemi. Kontaminovaný prostor pole o rozloze asi 1 hektaru byl vybagrován a zemina odvezena, příští rok bylo pole zase normálně obděláváno. Média o události informovala jen okrajově.
14. října 2008 poblíž obce Ecser nedaleko Budapešti v Maďarsku unikly desítky tisíc litrů ropy. Potrubí ropovodu omylem poškodil stavební stroj, ropa pak stříkala do šestimetrové výšky. Kaluže uniklé ropy dosahovala až třísetmetrové šířky.

## Dopad ruské invaze na Ukrajinu
V souvislosti s ruskou invazí na Ukrajinu v roce 2022 rozhodla Evropská unie v rámci svých sankčních balíčků proti Rusku také o postupném zavádění embarga na dovoz ruské ropy, včetně omezení dovozu prostřednictvím ropovodu Družba. Od 4. března 2025 není ropovodem Družba dodávána do Česka žádná ropa, přičemž původní plán předpokládal ukončení dodávek od července 2025. Potřeby české rafinérie v Litvínově česká vláda uvolnila ropu ze státních hmotných rezerv. Předčasné ukončení dodávek způsobily sankce USA na obchodování s ruskými bankami. Zásobování rafinérie převzal ropovod IKL (Ingolstadt), který je napojen na posílený ropovod TAL z Terstu.